# Al-Dżamur al-Kabir
Al-Dżamur al-Kabir (arab. الجامور الكبير, fr. Île Zembra) – wyspa na Morzu Śródziemnym w Zatoce Tuniskiej, należąca do Tunezji. Leży w odległości około 60 km od Tunisu, na zachód od przylądka Ar-Ras at-Tajjib (Cap Bon). Wraz z przyległą wysepką Al-Dżamur as-Saghir (Île Zembretta) tworzy rezerwat biosfery UNESCO. 
Wyspa wykorzystywana jest obecnie jako baza wojskowa.